# Сулавесский змееяд
Сулавесский змееяд (лат. Spilornis rufipectus) — вид хищных птиц из рода хохлатых змееядов семейства ястребиных.

## Описание

### Внешний вид
Средних размеров птица: длина тела находится в пределах от 41 до 54 см, размах крыльев — от 105 до 120 см. Самки на 5-15 % крупнее самцов, в остальном половой диморфизм не наблюдается.
Оперение коричневое. Шея, грудь и брюхо несколько светлее крыльев и спины, а голова и хвост, в свою очередь, наоборот, темнее. Щёки слегка сероватые. На нижней части груди, брюхе и внутренней стороне крыльев имеется большое количество белых пятен, соединяющихся в неровные линии. Хвост окрашен в чёрно-белые широкие поперечные полосы. Последние есть также и на крыльях.
Перья на затылке немного удлинённые, образуют «хохолок», что типично для представителей этого рода.
Неоперённые части (передняя часть головы, ноги, восковица, радужка глаз) жёлтые, клюв — серый.
Молодые особи имеют более светлое и бледное оперение: всё тело, за исключением крыльев, хвоста и небольшой области вокруг глаз, окрашено в бело-бежевый цвет. Неоперённая область на голове зеленоватая.

## Таксономия
В составе вида выделяют два подвида:
- Spilornis rufipectus rufipectus
- Spilornis rufipectus sulaensis — слегка мельче и бледнее, чем номинальный подвид.

Как и другие представители рода, изначально считался подвидом хохлатого змееяда.
Латинское название вида происходит от слов rufus — рыжий и pectus — грудь.

## Распространение
Эндемик Индонезии, обитает на Сулавеси и ряде меньших по размеру островов к востоку и юго-востоку от него. Spilornis rufipectus rufipectus встречается на самом Сулавеси, а также островах Муна и Бутунг. Spilornis rufipectus sulaensis — на острове Бангай и архипелаге Сула.
Населяет первичные, вторичные и горные леса, лесные опушки, кокосовые плантации, лесопарки. Встречается и на открытых территориях, в том числе на сельскохозяйственных угодьях и саваннах. Наблюдать его можно на высоте от 0 до 1000 м над уровнем моря, хотя обычно держится на высоте 205—850 м н.у.м.

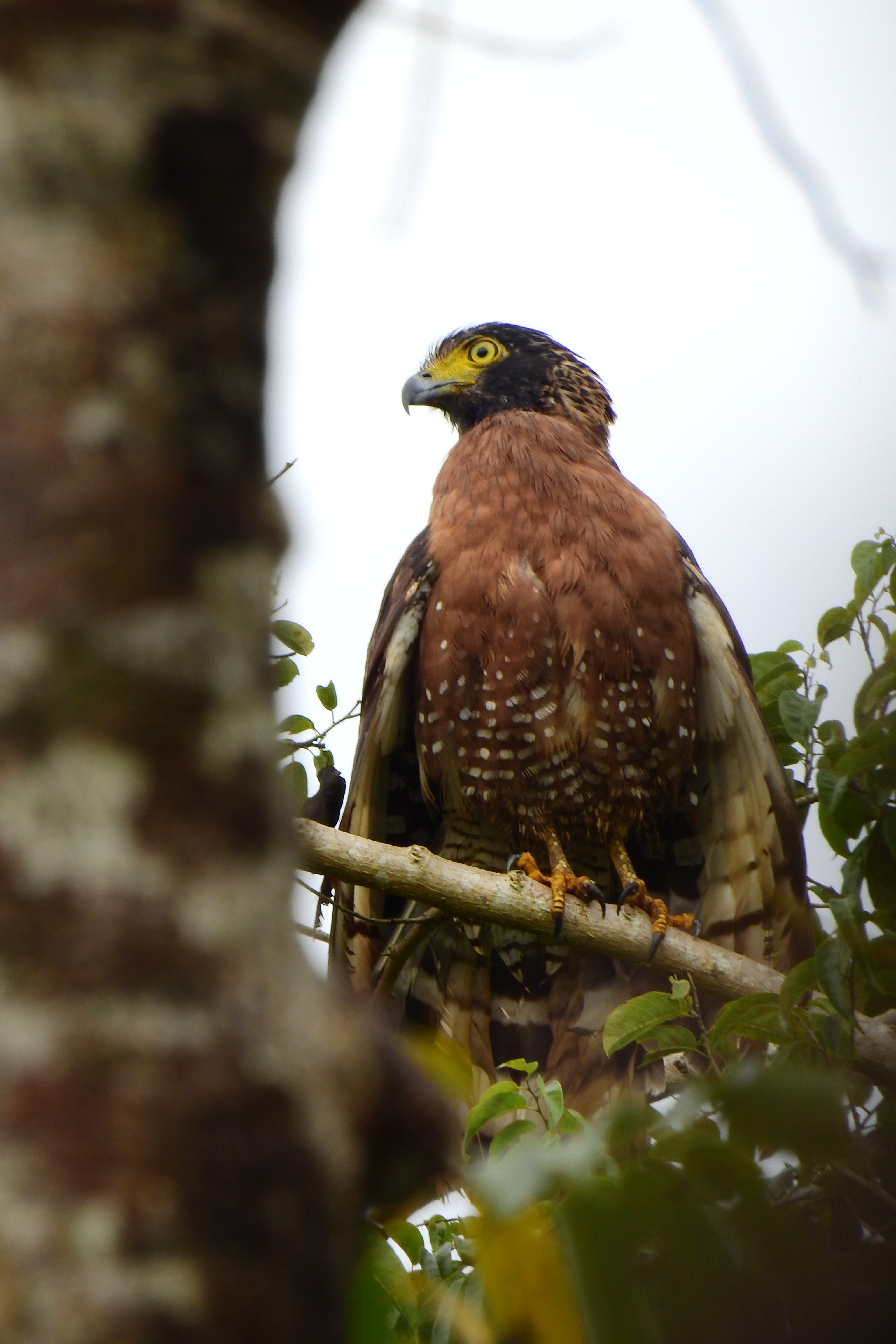
Молодая особь

## Биология
Питание, вероятно, схоже с таковым как у S. cheela. В целом информации мало, но был замечен при поедании ящериц, небольших змей и грызунов. Часто охотится на открытых пространствах, что не особо типично для рода. На территориях, охваченных саванными пожарами, добывает птиц, погибших от огня.
Оперённые птенцы были замечены в мае, что даёт основание предполагать, что кладка яиц происходит в январе-феврале. Брачная церемония включает в себя шумные показательные полёты, в которых птицы принимают участие поодиночке или в паре.

## Охранный статус
Согласно МСОП, является видом, вызывающим наименьшее опасение. В своём ареале встречается достаточно часто: среди прочего, например, в Национальном парке Богани-Нани-Вартабоне на сулавесийском полуострове Минахаса. Факт частого наблюдения птиц на открытых, в том числе тронутых человеком, территориях, говорит о том, что вид приспосабливается к меняющимся на островах условиях.
Количество особей точно неизвестно, хотя по некоторым сведениям оценивается приблизительно в 10 000 особей.
Популяция стабильна.
Вид включён в Приложение II СИТЕС.